# Območna liga 1989-1990
L'edizione 1989-1990 della Območna liga vide le promozioni non solo delle vincitrici dei gironi (Jadran Dekani e Nafta), ma anche delle seconde classificate (Naklo e Kladivar Celje) per riforma dei campionati (allargamento della categoria superiore da 14 a 16 squadre). In seguito all'esclusione dai campionati dell'Elkroj, che lasciò vacante un posto nella categoria superiore, fu organizzato uno spareggio promozione tra le due terze classificate che fu vinto dallo Svoboda che conquistò così la promozione.
Si trattava della seconda serie slovena (la quinta nella piramide calcistica jugoslava). Območna liga significa letteralmente "lega regionale", ma in realtà si trattava più propriamente di una lega interregionale, essendo suddivisa in due soli gironi (Slovenia occidentale e orientale), mentre le regioni statistiche della Slovenia sono dodici.

## Girone ovest
|                | Pos. | Squadra            | Pt | G  | V  | N  | P  | GF | GS | DR  |
| -------------- | ---- | ------------------ | -- | -- | -- | -- | -- | -- | -- | --- |
|                | 1.   | Jadran Dekani      | 34 | 22 | 15 | 4  | 3  | 35 | 14 | +21 |
|                | 2.   | Naklo              | 32 | 22 | 14 | 4  | 4  | 33 | 16 | +17 |
|                | 3.   | Svoboda            | 31 | 22 | 13 | 5  | 5  | 45 | 13 | +32 |
|                | 4.   | Primorje           | 30 | 22 | 12 | 6  | 4  | 33 | 12 | +21 |
|                | 5.   | Bilje              | 22 | 22 | 8  | 6  | 8  | 19 | 24 | -5  |
|                | 6.   | Tabor Sežana       | 20 | 22 | 5  | 10 | 7  | 21 | 26 | -5  |
|                | 7.   | Triglav            | 18 | 22 | 6  | 9  | 7  | 20 | 24 | -4  |
|                | 8.   | Slavija Vevče (-1) | 17 | 22 | 6  | 6  | 10 | 21 | 26 | -5  |
|                | 9.   | Jesenice           | 17 | 22 | 6  | 5  | 11 | 20 | 38 | -18 |
|                | 10.  | Postumia           | 16 | 22 | 6  | 4  | 12 | 21 | 29 | -8  |
|                | 11.  | Bela Krajina       | 16 | 22 | 5  | 6  | 11 | 20 | 36 | -16 |
|                | 12.  | Britof             | 7  | 22 | 2  | 3  | 17 | 11 | 42 | -31 |
| Fonte: dlib.si |      |                    |    |    |    |    |    |    |    |     |

Legenda:
      Promosso in Slovenska republiška liga 1990-1991.
      Retrocesso nella divisione inferiore.
Note:
Due punti a vittoria, uno a pareggio, zero a sconfitta.
Svoboda promossa dopo partita di qualificazione con la terza classificata dell'altro girone (Svoboda-Dravinja 3-1 e 0-0).

## Girone est
|                | Pos. | Squadra                 | Pt | G  | V  | N  | P  | GF | GS | DR  |
| -------------- | ---- | ----------------------- | -- | -- | -- | -- | -- | -- | -- | --- |
|                | 1.   | Nafta                   | 32 | 22 | 15 | 2  | 5  | 44 | 22 | +22 |
|                | 2.   | Kladivar Celje          | 28 | 22 | 10 | 8  | 4  | 37 | 17 | +20 |
|                | 3.   | Dravinja                | 27 | 22 | 12 | 3  | 7  | 23 | 16 | +7  |
|                | 4.   | Železničar Maribor      | 26 | 22 | 10 | 6  | 6  | 37 | 28 | +9  |
|                | 5.   | Beltinci                | 22 | 22 | 8  | 6  | 8  | 30 | 27 | +3  |
|                | 6.   | Središče ob Dravi       | 22 | 22 | 8  | 6  | 8  | 24 | 29 | -5  |
|                | 7.   | Kovinar Maribor (-2)    | 21 | 22 | 6  | 11 | 5  | 23 | 20 | +3  |
|                | 8.   | Limbuš Pekre            | 21 | 22 | 7  | 7  | 8  | 28 | 28 | 0   |
|                | 9.   | Zagorje                 | 20 | 22 | 9  | 2  | 11 | 28 | 34 | -6  |
|                | 10.  | Partizan Slovenj Gradec | 17 | 22 | 7  | 3  | 12 | 29 | 47 | -18 |
|                | 11.  | Drava Ptuj              | 17 | 22 | 4  | 9  | 9  | 23 | 32 | -9  |
|                | 12.  | Šmartno ob Paki         | 9  | 22 | 2  | 5  | 15 | 17 | 43 | -26 |
| Fonte: dlib.si |      |                         |    |    |    |    |    |    |    |     |

Legenda:
      Promosso in Slovenska republiška liga 1990-1991.
      Retrocesso nella divisione inferiore.
Note:
Due punti a vittoria, uno a pareggio, zero a sconfitta.